# Les Liaisons Dangereuses (opera teatrale)
Les Liaisons Dangereuses (Le relazioni pericolose) è un'opera teatrale del drammaturgo britannico Christopher Hampton basata sull'omonimo romanzo del 1782 di Pierre-Ambroise-François Choderlos de Laclos.

## Trama
Il dramma ruota intorno alla Marchesa de Merteuil e al Visconte de Valmont, rivali che usano il sesso come arma per umiliare gli altri e godersi lo spettacolo insieme. Gli obiettivi della loro ultima impresa sono la casta Madame de Tourvel e la giovanissima Cécile de Volanges, un'educanda innamorata del suo insegnante di musical, il Cavaliere Danceny. Per guadagnarsi la loro fiducia, la marchesa e il visconte si fingono amici dei giovani amanti al fine di realizzare i propri intenti crudeli.

## Produzioni principali
Liaisons debuttò a Stratford-upon-Avon nel 1985, prodotta dalla Royal Shakespeare Company. Nel gennaio 1986 la produzione si è trasferita al Barbican Center di Londra e poi, dall'ottobre 1986, all'Ambassadors Theatre del West End. La produzione originale era diretta da Howard Davies e facevano parte del cast: Alan Rickman (Valmont), Lindsay Duncan (Merteuil; per la sua performance ha vinto il Laurence Olivier Award alla miglior attrice), Juliet Stevenson (Madame de Tourvel) e Lesley Manville (Cécile). Liaisons ha vinto l'Evening Standard Award e il Laurence Olivier Award alla miglior nuova opera teatrale.
Nel 1988 Liaisons ha debuttato a Broadway con Alan Rickamn e Lindsay Duncan ed è rimasto in scena al Music Box Theatre per 149 repliche.
La prima rappresentazione italiana, nella traduzione di Masolino D'Amico, è stata il 4 ottobre 1988 al Teatro Eliseo di Roma, regia di Antonio Calenda, scene e costumi di Paolo Tommasi, musiche di Germano Mazzocchetti. Interpreti: Anita Bartolucci (Mme de Volanges), Leonardo De Carmine (Azolan), Valeria Milillo (Cécile Volanges), Umberto Orsini (Visconte di Valmont), Valentina Sperlì (Presidentessa de Tourvel), Pamela Villoresi (Marchesa di Merteuil) sostituita da Daria Nicolodi nella tournée autunnale.
Una nuova produzione è andata in scena al Roundabout Theatre di Broadway a partire dal 1º maggio 2008 ed è rimasta in scena per 77 repliche. Facevano parte del cast: Laura Linney (Marquise de Merteuil), Ben Daniels (Visconte), Mamie Gummer (Cécile de Volanges) e Benjamin Walker (Cavaliere). La regia era di Rufus Norris.
Nel novembre 2015 Liaisons è tornato in scena a Londra, alla Donmar Warehouse con la regia di Josie Rourke. La produzione è rimasta in scena fino al febbraio 2016 e facevano parte del cast Janet McTeer (Marchesa), Dominic West (Visconte), Edward Holcroft (Danceny), Morfydd Clark (Cécile), Adjoa Andoh (Volanges), Una Stubbs (Mme de Rosemonda), ed Elaine Cassidy (Mme de Tourvel). Dall'ottobre 2016 al gennaio 2017 la produzione diretta da Josie Rourke va in scena a New York con Janet McTeer e nuovi membri del cast tra cui Liev Schreiber e Mary Beth Peil.

## Adattamenti
Nel 1988 Stephen Frears ha diretto Le relazioni pericolose, adattamento cinematografico del dramma con Glenn Close, John Malkovich, Uma Thurman e Michelle Pfeiffer.